# Jeremi Święcki
Jeremi Święcki (ur. 25 października 1913 r. w Paryżu, zm. 23 grudnia 1991 w Gliwicach) – polski lekarz, radiolog, onkolog, dyrektor Centrum Onkologii – Instytutu im. Marii Skłodowskiej-Curie Oddział w Gliwicach.

## Życiorys
W 1932 r. ukończył Gimnazjum Państwowe w Zakopanem. W latach 1932–1938 studiował na Wydziale Lekarskim Uniwersytetu Warszawskiego, dyplom lekarski otrzymując 1 stycznia 1940. W latach 1932–1939 należał do Koła Medyków w Warszawie.
W 1938 r. odbywał obowiązkową służbę wojskową w Szkole Podchorążych Sanitarnych w Warszawie i w I Pułku Lotniczym. W latach 1940–1944 pracował jako asystent w Instytucie Radowym im. Marii Curie-Skłodowskiej w Warszawie, gdzie specjalizował się w zakresie leczenia nowotworów złośliwych radem i promieniami Roentgena.
W 1945 r. rozpoczął pracę na Oddziale Chirurgicznym Szpitala ss. Elżbietanek w Katowicach, a od 1 stycznia 1947 w Państwowym Instytucie Przeciwrakowym w Gliwicach na stanowisku kierownika Działu Promieniolecznictwa oraz w Instytucie Radowym w Warszawie gdzie zajmował się Postępem radioterapii. Tego roku uzyskał specjalizację II st. z radioterapii, a w 1954 r. II st. z onkologii ogólnej.
W 1949 r. współorganizował Wojewódzką Poradnię Onkologiczną w Gliwicach.

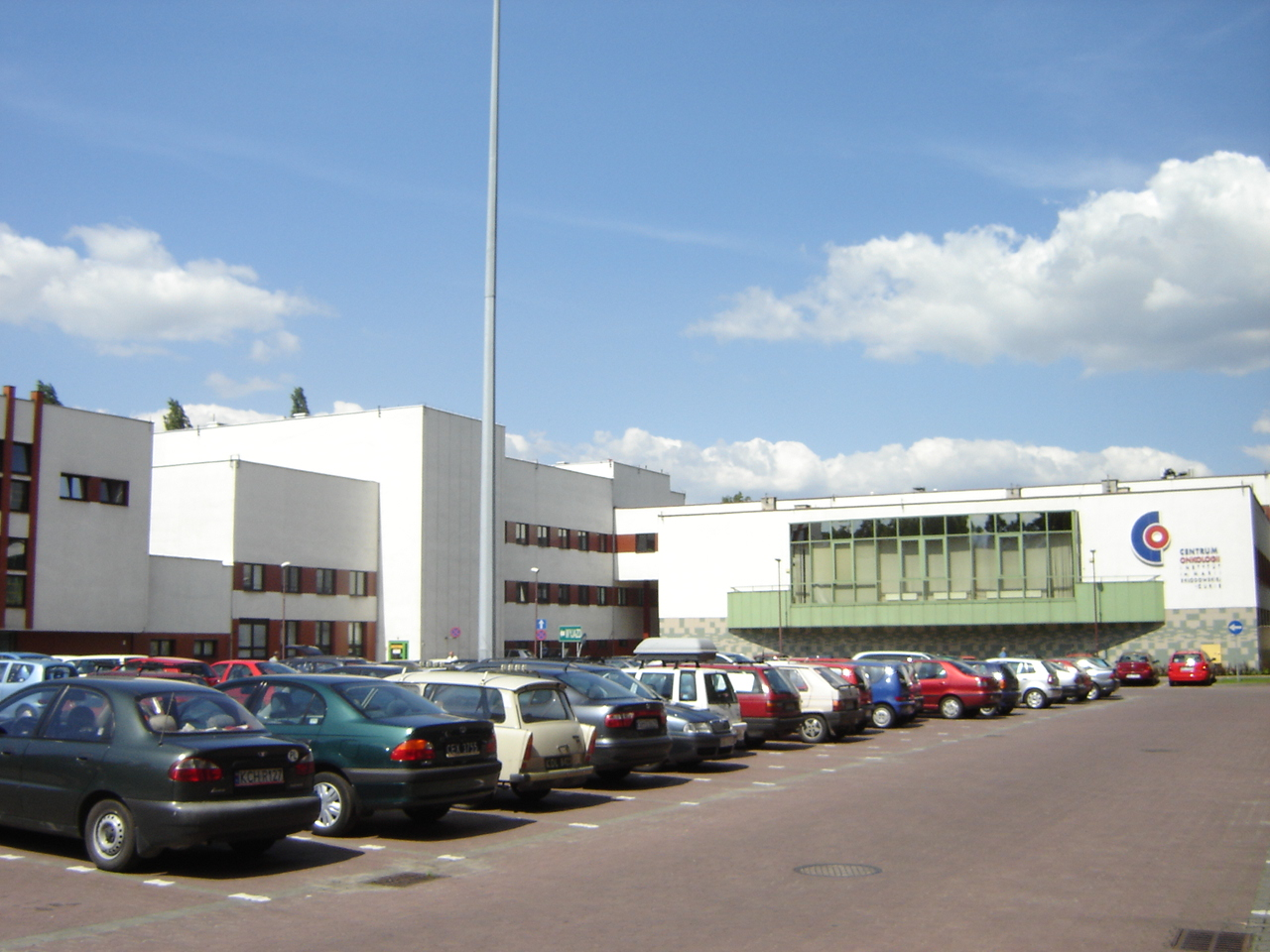
Centrum Onkologii – Instytut im. Marii Skłodowskiej-Curie Oddział w Gliwicach

W 1950 r. został dyrektorem Centrum Onkologii – Instytutu im. Marii Skłodowskiej-Curie Oddział w Gliwicach. Doktorat z medycyny uzyskał w Śląskiej Akademii Medycznej w 1951 r. na podstawie dysertacji "Ocena metod rozpoznawczych stosowanych przy wykrywaniu wczesnych raków szyjki macicy", przygotowanej pod kierownictwem prof. Stefana Ślopka.
W 1952 r. brał udział w opracowaniu Drugiego programu walki z rakiem w Polsce, który obejmował: rozwój badań naukowych, podstawowych i klinicznych, epidemiologię i profilaktykę nowotworów. Jednym z punktów tego programu było zorganizowanie krajowej sieci onkologicznej. Głównym założeniem tej sieci było uruchomienie pełnoprofilowych ośrodków onkologicznych we wszystkich - wówczas 17 - województwach. Program realizowany był w latach 1976–1990.
W 1968 r. został powołany na zastępcę przewodniczącego wspólnej komisji dyscyplinarnej dla pracowników instytutów naukowo-badawczych resortu zdrowia i opieki społecznej.
W 1973 r. został powołany na stanowisko docenta Instytutu Onkologii. W latach 1980–1986 był kierownikiem Kliniki Radioterapii w Gliwicach.
Przez wiele lat był konsultantem wojewódzkim ds. onkologii na terenie województwa opolskiego. Doc. Święcki zaproponował władzom wojewódzkim plan rozwoju onkologii na Opolszczyźnie. Był również konsultantem onkologii w Szpitalu Śląskim w Cieszynie.
Jest autorem lub współautorem 39 publikacji, zamieszczonych w czasopismach krajowych i zagranicznych. Odegrał inspirującą rolę w tworzeniu systemu badań klinicznych i teoretycznych w Instytucie. Wiedzę zawodową i naukową pogłębiał w czasie służbowych podróży zagranicznych do Meksyku (1952), Bułgarii (1957), na Węgry (1957) i do Francji (1960).
W 1986 roku przeszedł na emeryturę, pracował jednak nadal w niepełnym wymiarze godzin jako konsultant Przychodni Przyklinicznej Instytutu. Zmarł w 1991 roku, pochowany na Cmentarzu Komunalnym w Gliwicach.
Odznaczony m.in. Krzyżem Oficerskim i Kawalerskim Orderu Odrodzenia Polski, Złotym Krzyżem Zasługi, Odznaką „Za wzorową pracę w służbie zdrowia”, Złotą Odznaką Honorową Polskiego Towarzystwa Onkologicznego.